# Stenotarsia discoidalis
Stenotarsia discoidalis är en skalbaggsart som beskrevs av Waterhouse 1878. Stenotarsia discoidalis ingår i släktet Stenotarsia och familjen Cetoniidae. Inga underarter finns listade i Catalogue of Life.